# Schriften zur Landwirtschaft
Die Schriften zur Landwirtschaft (jap. 農書, nōsho) sind Hefte und Bücher, die im Japan der Edo-Zeit zirkulierten. Die Autoren waren meist Samurai, die von ihren Lehnsherren mit der Verwaltung der Ländereien und der Verbesserung der landwirtschaftlichen Erträge beauftragt wurden. Zum Inhalt gehörten Anbaumethoden, Kalender, Bewässerungstechniken und Beschreibungen von Werkzeugen. Da viele Bauern im Winter mit handwerklichen Tätigkeiten beschäftigt waren, gehörten auch Artikel über das Handwerk zu den Schriften. 
Als Quellen dienten zum einen Beobachtungen und Erfahrungen der Autoren, es wurden aber auch chinesische Werke übersetzt. Über den Holland-Handel auf Dejima und die Rangaku-Studien gelangte auch europäisches Wissen über die Landwirtschaft nach Japan und wurde in den Nōsho wiedergegeben.
Dank der chinesischen Erfindung des Buchdrucks und einer teilweisen Alphabetisierung der Bevölkerung (zum Ende der Edo-Zeit geschätzte 50 Prozent der männlichen und 20 Prozent der weiblichen Bevölkerung) konnten die Nōsho in hohen Auflagen (bis zu einigen zehntausend) gedruckt und verkauft werden. Der Umfang der Nōsho reichte von dünnen Heftchen bis zu dicken Enzyklopädien.
Einer der Autoren war Nishikawa Joken (1648–1724), der das Kompendium für Bauern (und auch ein Kompendium für Kaufleute) verfasste.
Die Nōsho lassen sich mit den deutschen Bauernkalendern vergleichen.